# Episodi di You're the Worst (terza stagione)
La terza stagione della serie televisiva You're the Worst è stata trasmessa in prima visione negli Stati Uniti d'America su FXX dal 31 agosto al 16 novembre 2016.
In Italia la stagione è inedita.
| n° | Titolo originale                                      | Titolo italiano | Prima TV USA      | Prima TV Italia |
| -- | ----------------------------------------------------- | --------------- | ----------------- | --------------- |
| 1  | Try Real Hard                                         |                 | 31 agosto 2016    |                 |
| 2  | Fix Me, Dummy                                         |                 | 7 settembre 2016  |                 |
| 3  | Bad News: Dude's Dead                                 |                 | 14 settembre 2016 |                 |
| 4  | Men Get Strong                                        |                 | 21 settembre 2016 |                 |
| 5  | Twenty-Two                                            |                 | 28 settembre 2016 |                 |
| 6  | The Last Sunday Funday                                |                 | 5 ottobre 2016    |                 |
| 7  | The Only Thing That Helps                             |                 | 12 ottobre 2016   |                 |
| 8  | Genetically Inferior Beta Males                       |                 | 19 ottobre 2016   |                 |
| 9  | The Seventh Layer                                     |                 | 26 ottobre 2016   |                 |
| 10 | Talking to Me, Talking to Me                          |                 | 2 novembre 2016   |                 |
| 11 | The Inherent, Unsullied Qualitative Value of Anything |                 | 9 novembre 2016   |                 |
| 12 | You Knew It Was a Snake                               |                 | 16 novembre 2016  |                 |
| 13 | No Longer Just Us                                     |                 | 16 novembre 2016  |                 |